# 올림픽 몰디브 선수단
몰디브는 1988년 서울 올림픽에 처음 참가한 이래 하계 올림픽의 매 대회에 출전하고 있다. 올림픽 메달 획득 기록은 없으며, 동계 올림픽 대회에도 참가하고 있지 않다.
1985년 국가 올림픽 위원회인 몰디브 올림픽 위원회가 설립되었으며 같은해 국제올림픽위원회로부터 승인받았다. 몰디브 올림픽 위원회는 아시안 게임, 코먼웰스 게임, 남아시아 경기 대회에서의 참가도 주관하고 있다.
1988년 서울 올림픽 첫 참가 당시 육상 종목의 남자 100m, 200m, 400m, 마라톤, 4x100m 계주 종목에 7개 선수를 파견하였으나 메달 획득에는 실패하였다.

## 메달 기록

### 하계 올림픽
| 대회                  | 선수      | 금메달 | 은메달 | 동메 | 총합 | 순위 |
| 1988년 서울           | 7         | 0      | 0      | 0    | 0    | –    |
| 1992년 바르셀로나     | 7         | 0      | 0      | 0    | 0    | –    |
| 1996년 애틀랜타       | 6         | 0      | 0      | 0    | 0    | –    |
| 2000년 시드니         | 4         | 0      | 0      | 0    | 0    | –    |
| 2004년 아테네         | 4         | 0      | 0      | 0    | 0    | –    |
| 2008년 베이징         | 4         | 0      | 0      | 0    | 0    | –    |
| 2012년 런던           | 5         | 0      | 0      | 0    | 0    | –    |
| 2016년 리우데자네이루 | 4         | 0      | 0      | 0    | 0    | –    |
| 2020년 도쿄           | 4         | 0      | 0      | 0    | 0    | –    |
| 2024년 파리           | 개최 예정 |        |        |      |      |      |
| 2028년 로스앤젤레스   | 개최 예정 |        |        |      |      |      |
| 2032년 브리즈번       | 개최 예정 |        |        |      |      |      |
| 총합                  | 총합      | 0      | 0      | 0    | 0    | –    |

## 같이 보기
- 몰디브의 올림픽 기수 목록
- 패럴림픽 몰디브 선수단